# Койо-Зом
Койо-Зом (з.-пандж. کو یو زوم) — самая высокая вершина хребта Хиндурадж, между Гиндукушем и Каракорумом. Высота 6872 метра. Расположена в Пакистане, на границе провинций Хайбер-Пахтунхва и Гилгит-Балтистан. Впервые была покорена австрийской экспедицией в 1968 году во главе с доктором Штаммсом. Склоны горы крутые и покрыты снегом.